# Gyaclavator
Gyaclavator is een geslacht van wantsen uit de familie van de Tingidae (Netwantsen). Het geslacht werd voor het eerst wetenschappelijk beschreven door Wappler in Guilbert.

## Soorten
Het genus bevat de volgende soort:

- Gyaclavator kohlsi Wappler, Guilbert, Wedmann & Labandeira in Wappler et al., 2015